# Tankerton
Tankerton är en ort i Storbritannien.   Den ligger i grevskapet Kent och riksdelen England, i den sydöstra delen av landet, 80 km öster om huvudstaden London. Tankerton ligger 22 meter över havet och antalet invånare är 4 900.
Terrängen runt Tankerton är platt. Havet är nära Tankerton åt nordväst. Runt Tankerton är det tätbefolkat, med 442 invånare per kvadratkilometer. Närmaste större samhälle är Whitstable, 1,7 km väster om Tankerton. 